# Basalia nilgiroides
Basalia nilgiroides là một loài bướm đêm thuộc họ Erebidae. Nó được tìm thấy ở vùng đồi Nilgiri ở vùng trung tâm phía nam Ấn Độ.
Con trưởng thành bay vào tháng 4.
Sải cánh dài khoảng 13 mm. 